# Бериксови
Бериксовите (Berycidae) са семейство актиноптери от разред Бериксоподобни (Beryciformes).
Таксонът е описан за пръв път от Ричард Томас Лоу през 1839 година.

## Родове
- Actinoberyx
- Austroberyx
- Beryx – Берикси
- Centroberyx